# Daniel Sarmiento

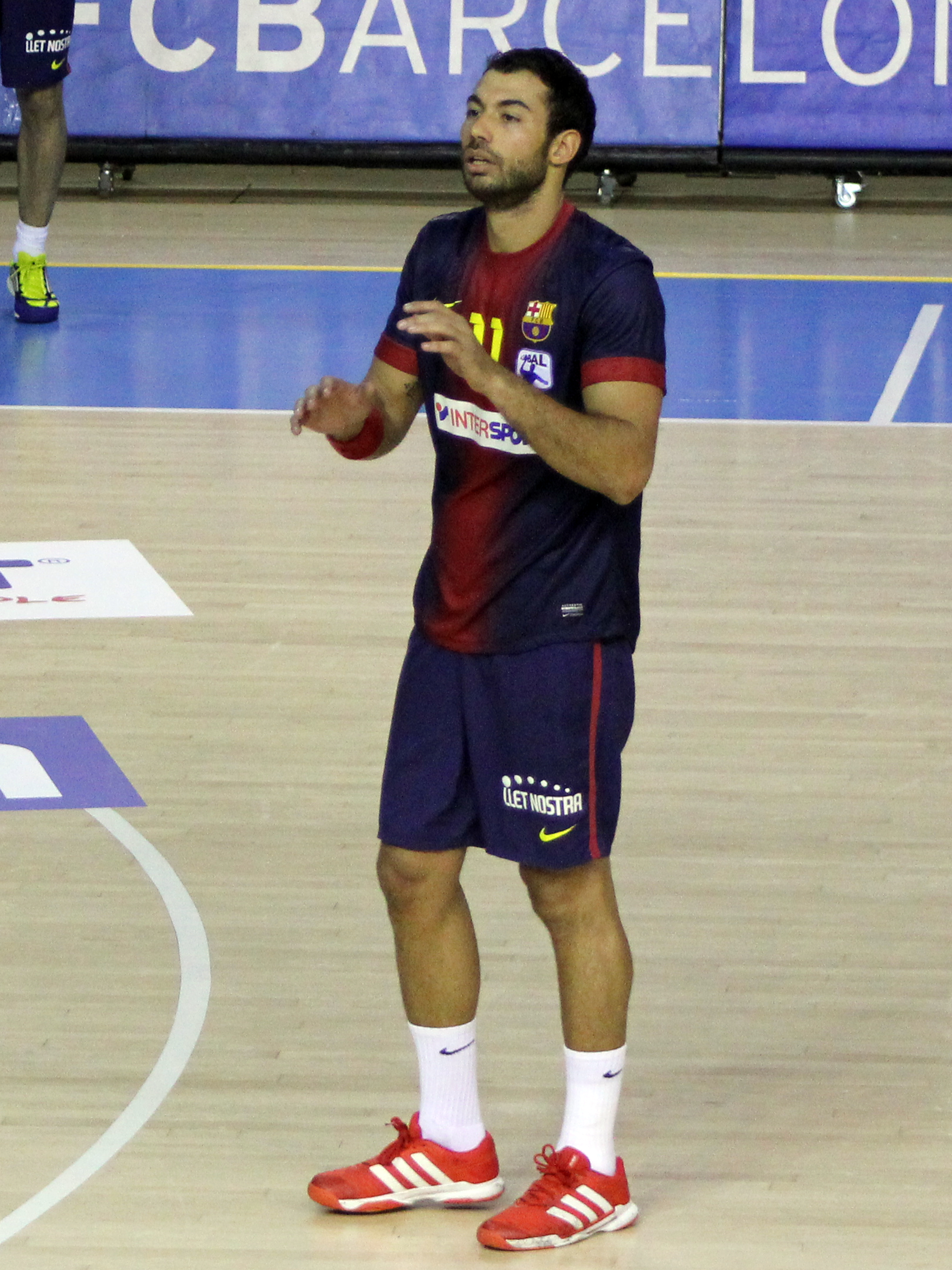
Dani Sarmiento durante un partido

Daniel Sarmiento Melián (Las Palmas de Gran Canaria, 25 de agosto de 1983) es un exjugador de balonmano español que jugaba como central. Su último equipo fue el Orlen Wisla Plock de la PGNiG Superliga.

## Carrera profesional
Sarmiento se formó como jugador en el Juventud Las Palmas en las categorías infantil y cadete. Aun en juveniles pasó al Club Balonmano Gáldar, también de Gran Canaria, permaneciendo en dicho club desde el año 2000 hasta el 2003, dando el salto a la Liga ASOBAL. En 2003 ficha por el Keymare Almería equipo que compró la plaza del desaparecido BM. Gáldar.
En 2007 pasó a jugar en el Ademar de León de la mano del que le dio el salto a la Liga ASOBAL, el entrenador Jordi Ribera, con el que ganó la Copa ASOBAL 2009, fichando ese mismo año por el F. C. Barcelona Borges.
Tras siete temporadas en el club catalán, en 2016 se anunció que al finalizar la temporada abandonaría el equipo para fichar por el Saint-Raphaël VHB de la Liga de Francia de Balonmano. Tras seis temporadas el 5 de julio de 2022 anunció su retirada.
Sin embargo en agosto de 2022 decidió alargar su carrera hasta final de año, firmando por el Orlen Wisla Plock de la PGNiG Superliga un contrato temporal.

## Selección
Sarmiento ha jugado en 96 ocasiones con la Selección de balonmano de España. En marzo de 2009 recibió por primera vez la llamada del combinado absoluto por parte de Valero Rivera para disputar el preeuropeo. Fue uno de los convocados para jugar los Juegos Olímpicos de Londres 2012 y el Campeonato Mundial de Balonmano Masculino de 2017.

## Clubes
- BM. Gáldar (2000 - 2003)
- BM. Ciudad de Almería (2003 - 2007)
- Ademar de León (2007 - 2009)
- F. C. Barcelona (2009 - 2016)
- Saint-Raphaël VHB (2016 - 2022)
- Orlen Wisla Plock (2022)
- BM. Gáldar (2024 - actualidad)

## Palmarés

### F. C. Barcelona
- Liga de Campeones de la EHF (2): 2011 y 2015
- Liga ASOBAL (6): 2011, 2012, 2013. 2014, 2015 y 2016
- Copa del Rey (4): 2010, 2014, 2015 y 2016
- Supercopa (4): 2010, 2012, 2015 y 2016
- Copa ASOBAL (6): 2010, 2012, 2013, 2014, 2015 y 2016

### Ademar de León
- Copa ASOBAL (1): 2009.

### Selección Española

#### Juegos Olímpicos
- Medalla de bronce en los Juegos Olímpicos de Tokio 2020

#### Campeonato de Europa
- Medalla de Oro en el Campeonato de Europa de 2018
- Medalla de bronce en el Campeonato de Europa de 2014
- Medalla de Oro en el Campeonato de Europa de 2020
- Medalla de plata en el Campeonato de Europa de 2022

#### Campeonato del Mundo
- Medalla de oro en el Campeonatos del Mundo de 2013
- Medalla de bronce en el Campeonatos del Mundo de 2021

### Distinciones personales
- MVP de la Liga ASOBAL (1): 2009
- Mejor central de la Liga ASOBAL (2): 2008 y 2009.
- Premio Gran Canaria "Jesús Telo" finalista categoría individual absoluta masculina 2012
- Medalla de oro al mérito deportivo 2013
- Medalla del comité olímpico español 2013
- Premio Gran Canaria "Jesús Telo" ganador  Individual absoluto masculino  2013
- Máximo goleador Copa del Rey: (1): 2014
- Medalla de la ciudad de Saint Raphaël 2018